# Carmela Schmidt
Pour les articles homonymes, voir Schmidt.
Carmela Schmidt, née le 16 mai 1962 à Halle (RDA), est une nageuse est-allemande, spécialiste des courses de nage libre.

## Carrière
Carmela Schmidt est double médaillée de bronze aux Jeux olympiques de 1980 à Moscou, terminant troisième des courses du 200 mètres et du 400 mètres nage libre.

## Palmarès

### Championnats d'Europe
- Championnats d'Europe 1981 à Split (Yougoslavie) :
  -  Médaille d'or du 200 m nage libre ;
  -  Médaille d'or du 800 m nage libre ;
  -  Médaille d'argent du 400 m nage libre.